# Støj (film fra 1967)
 For alternative betydninger, se Støj (flertydig). (Se også artikler, som begynder med Støj)
Støj er en dansk kortfilm i sort-hvid fra 1967 instrueret af Jørgen Roos efter eget manuskript af Viggo Clausen. Filmen er produceret af Minerva Film.

## Handling
Filmen viser, hvorledes støj kan være en plage for omgivelserne, mens støjfrembringeren selv i mange tilfælde nyder den. "Støj er liv", hedder det i filmen, der samtidig påtager sig at demonstrere, at støj også kan være døden. Et mesterligt eksempel på montagens kunst.